# Eagle (skolfartyg)
USCGC Eagle (WIX-327) är ett barkskepp som tillhör USA:s kustbevakning och som används som skolfartyg för officerskadetter vid United States Coast Guard Academy.
Eagle är tillsammans med USS Constitution (tillhörande USA:s flotta) de enda två amerikanska segelfartyg som formellt är örlogsfartyg i aktiv tjänst.

## Bakgrund
Fartyget byggdes i Nazityskland av Blohm & Voss i Hamburg och namngavs efter SA-Sturmführer och martyren Horst Wessel som gav namn åt nazisternas hymn. Vid sjösättningen den 13 juni 1936 höll Reichsleiter Rudolf Hess tal i närvaro av Adolf Hitler samt framlidne Horst Wessels mor.
Fartyget användes i Kriegsmarine som skolfartyg för att utbilda tyska sjömän sjömanskap fram till av den togs ur tjänst i början av andra världskriget. Horst Wessel togs åter i tjänst 1942, då bestyckad med luftvärn. 
Efter krigsslutet togs fartyget i beslag av USA som en del av krigsskadeståndet. I juni 1946 seglade fartyget med amerikansk och tysk besättning från Bremerhaven över Atlanten till New London, Connecticut. 
1972 återvände fartyget under långsegling till Västtyskland, på begäran av den västtyska regeringen, för första gången sedan 1946 och besökte tidigare hemmahamnen i Kiel under Kieler Woche. Eagle har därefter återvänt till Tyskland 1977, 1988, 1996, 2005, 2011 samt 2019.

## Bildgalleri

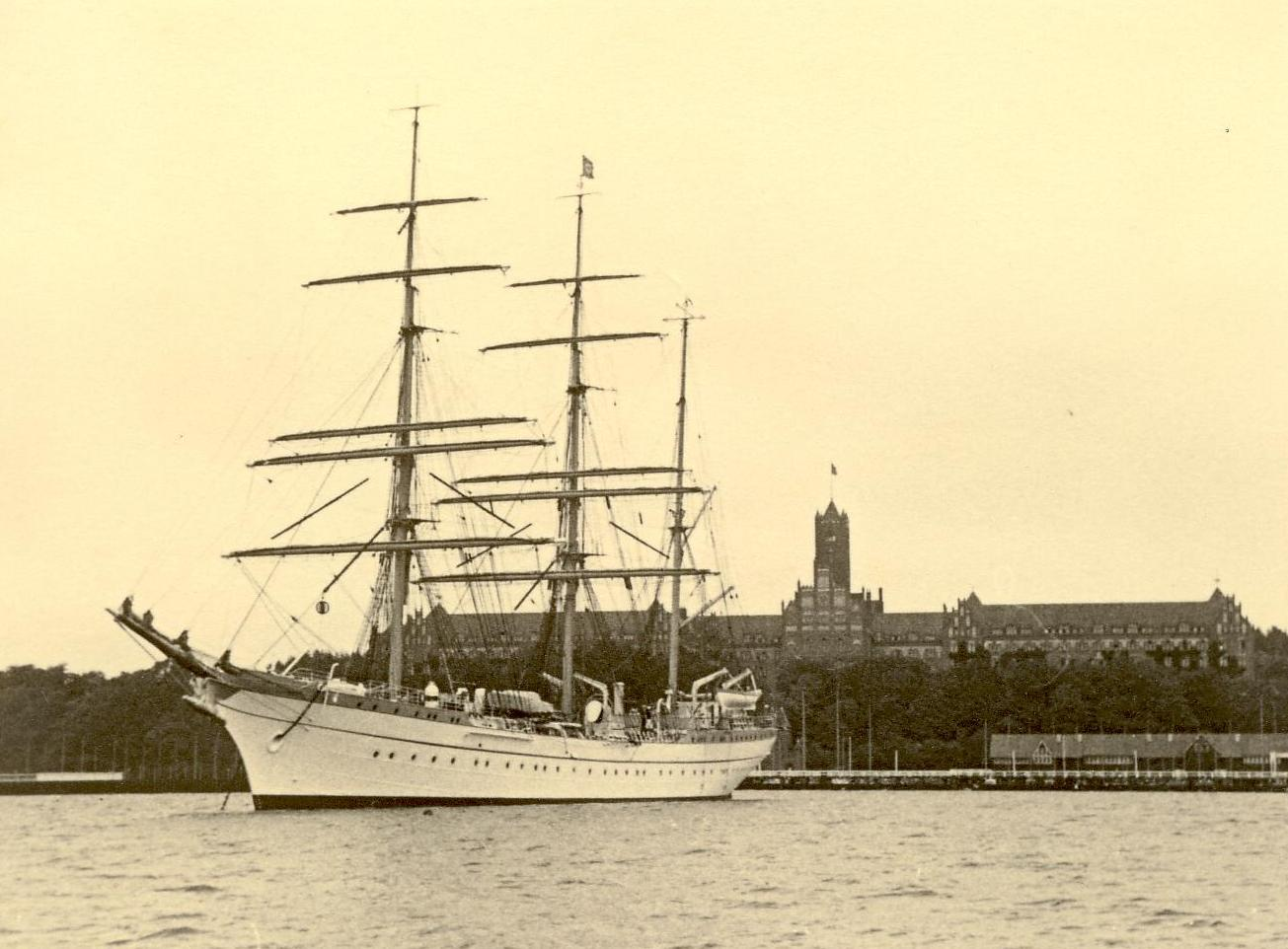
Dåvarande Horst Wessel utanför marinakademin i Flensburg 1937.
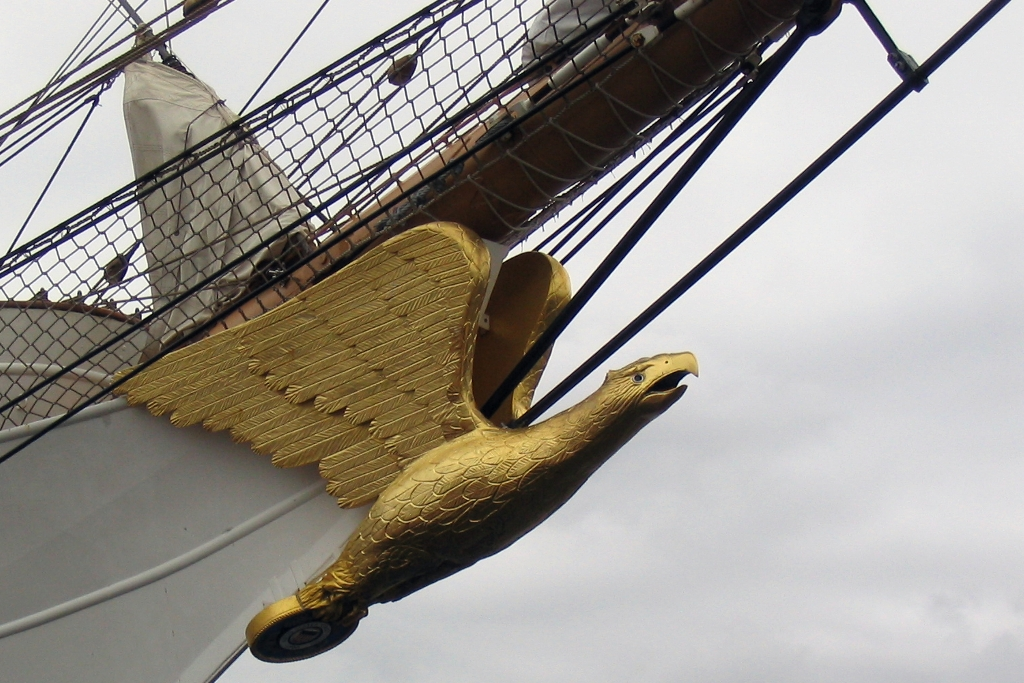
Eagles galjonsfigur.
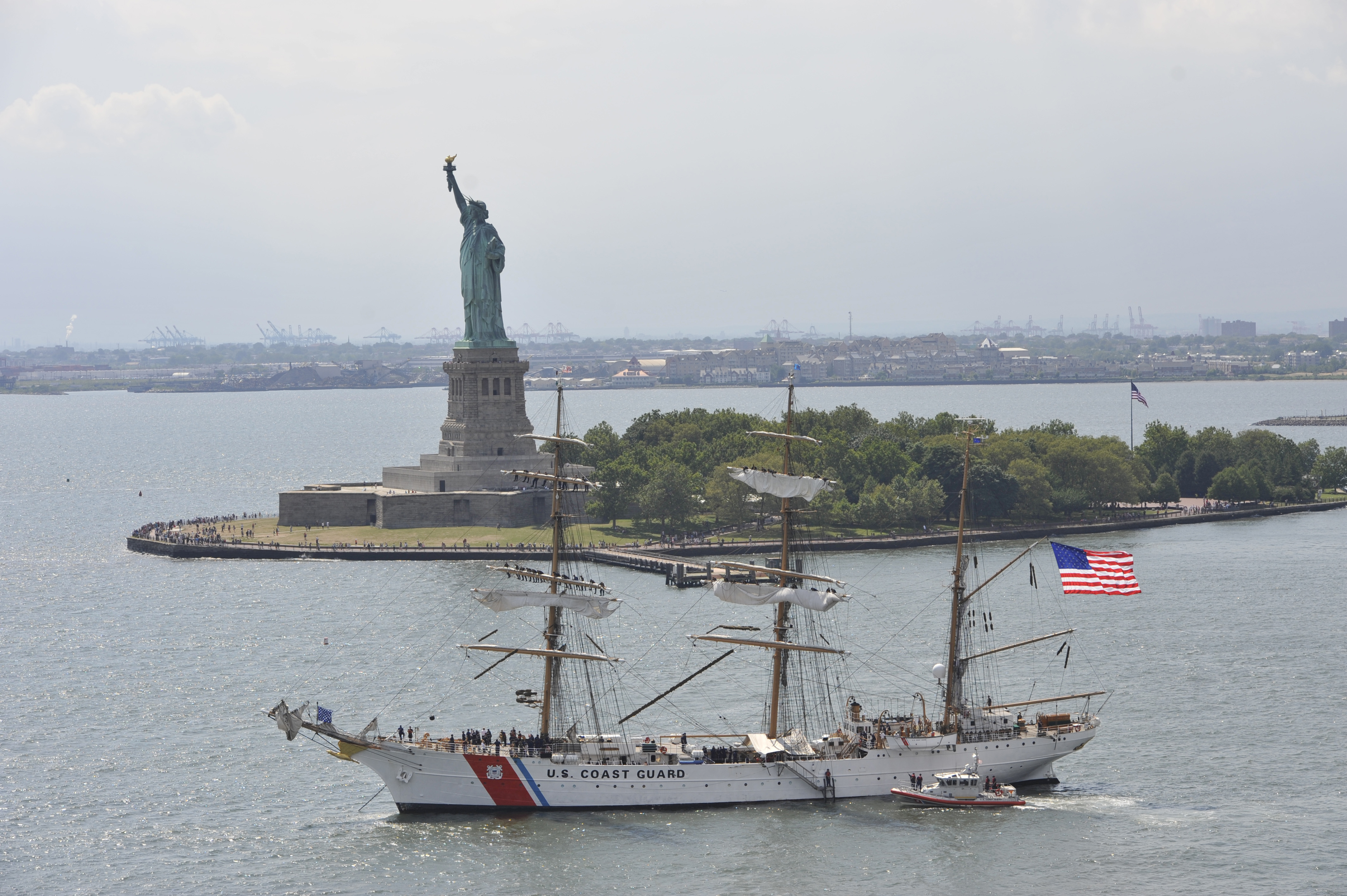
Eagle passerar Frihetsgudinnan i New Yorks hamn 4 augusti 2011.
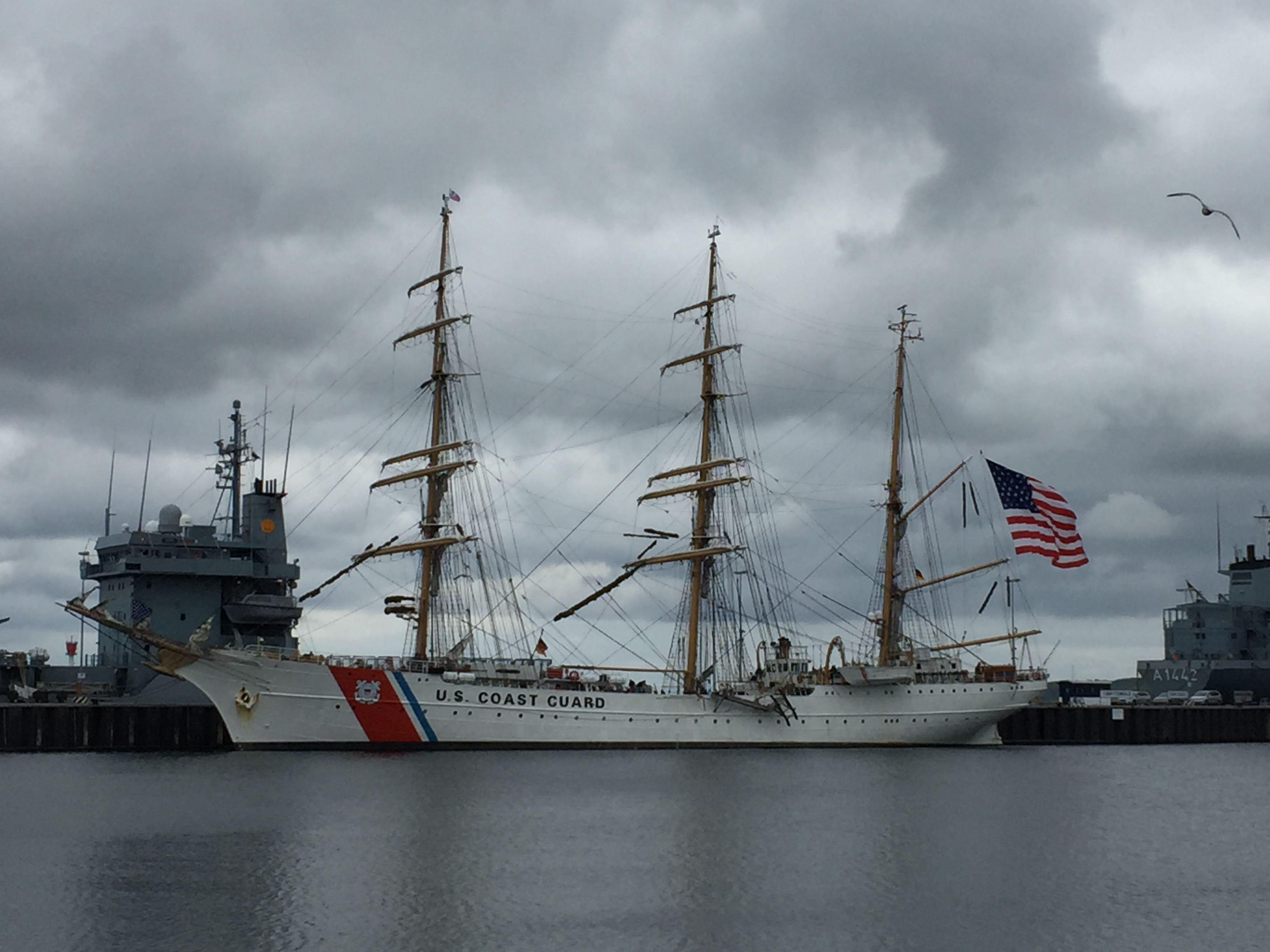
Eagle vid Kaj i Kiel i maj 2019.